# Gert Haussner

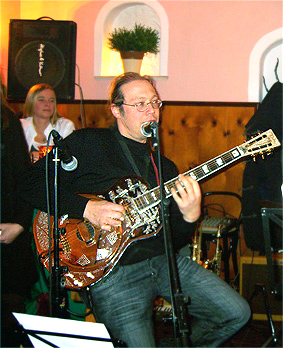
Gert Haussner bei einem Konzert 2008 mit Resonatorgitarre

Gert Haussner (* 21. Dezember 1963 in Wien) ist ein österreichischer Musiker, Komponist, Produzent, Multiinstrumentalist, Leiter des KammerChorus Klosterneuburg und Präsident der Fliegergruppe Wien im Österreichischen Aero-Club.

## Leben

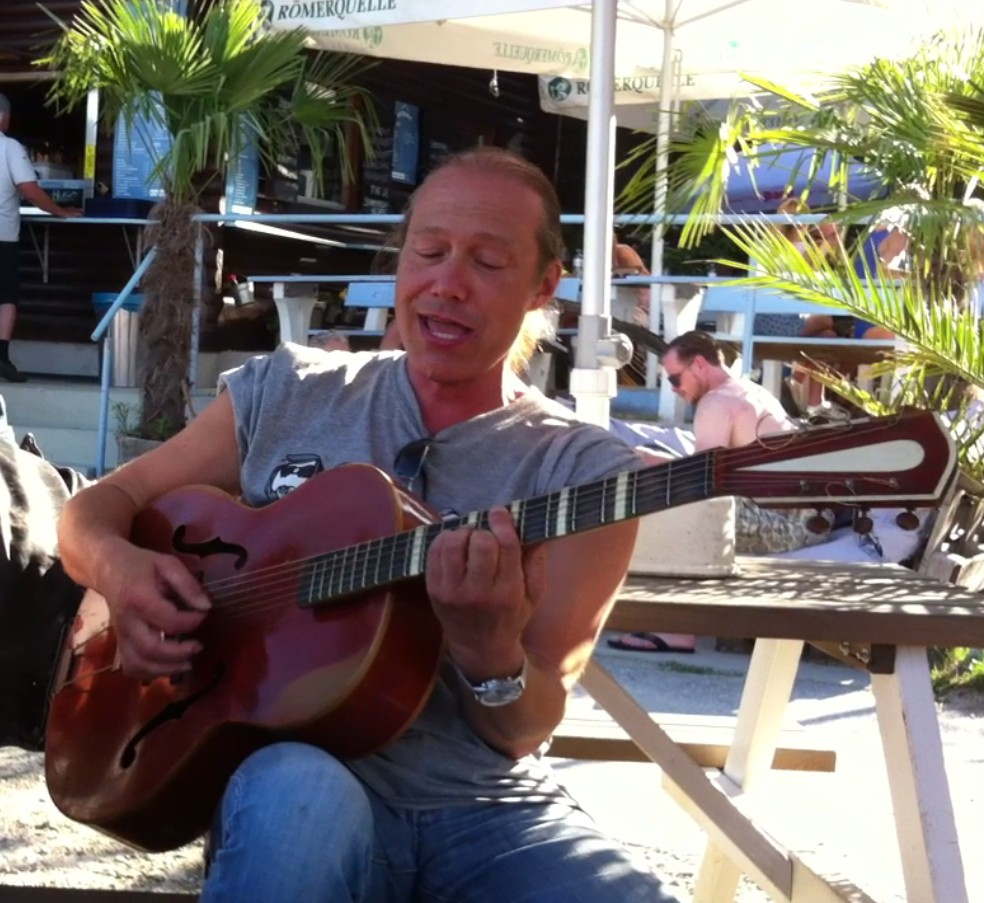
Gert Haussner 2016 bei einer Jam-Session im Uferhaus Klosterneuburg mit einer Archtop Jazzgitarre aus den 1950er-Jahren

Als erstes von drei Kindern geboren, begann er mit 13 Jahren eine musikalische Ausbildung in Form von Gitarren- und Klavierunterricht. Nach der Matura wandte er sich näher der klassischen und E-Gitarre, sowie E-Bass, Saxophon und Gesang zu.
Er studierte einige Semester an der Universität Wien Musikwissenschaft, sowie Italienisch und Spanisch und wechselte dann an die Universität für Musik und darstellende Kunst in Wien, um den Lehrgang Tontechnik zu absolvieren.
Nach Abschluss des Studiums arbeitete er als Tontechniker, Studio- und Livemusiker, Arrangeur, Produzent und Komponist für diverse Projekte in Rock, Jazz und klassischem Stil. Etwa zu dieser Zeit wurde er Chormitglied im Wiener „Jugendstil-Theater“, wo er an vier aufeinanderfolgenden Opernproduktionen mitwirkte. 1999 kehrte er als Gitarrist der Produktion „Der Barbier von Sevilla“ im Rahmen der Sommeroper Klosterneuburg auf die Opernbühne zurück.

### Bands

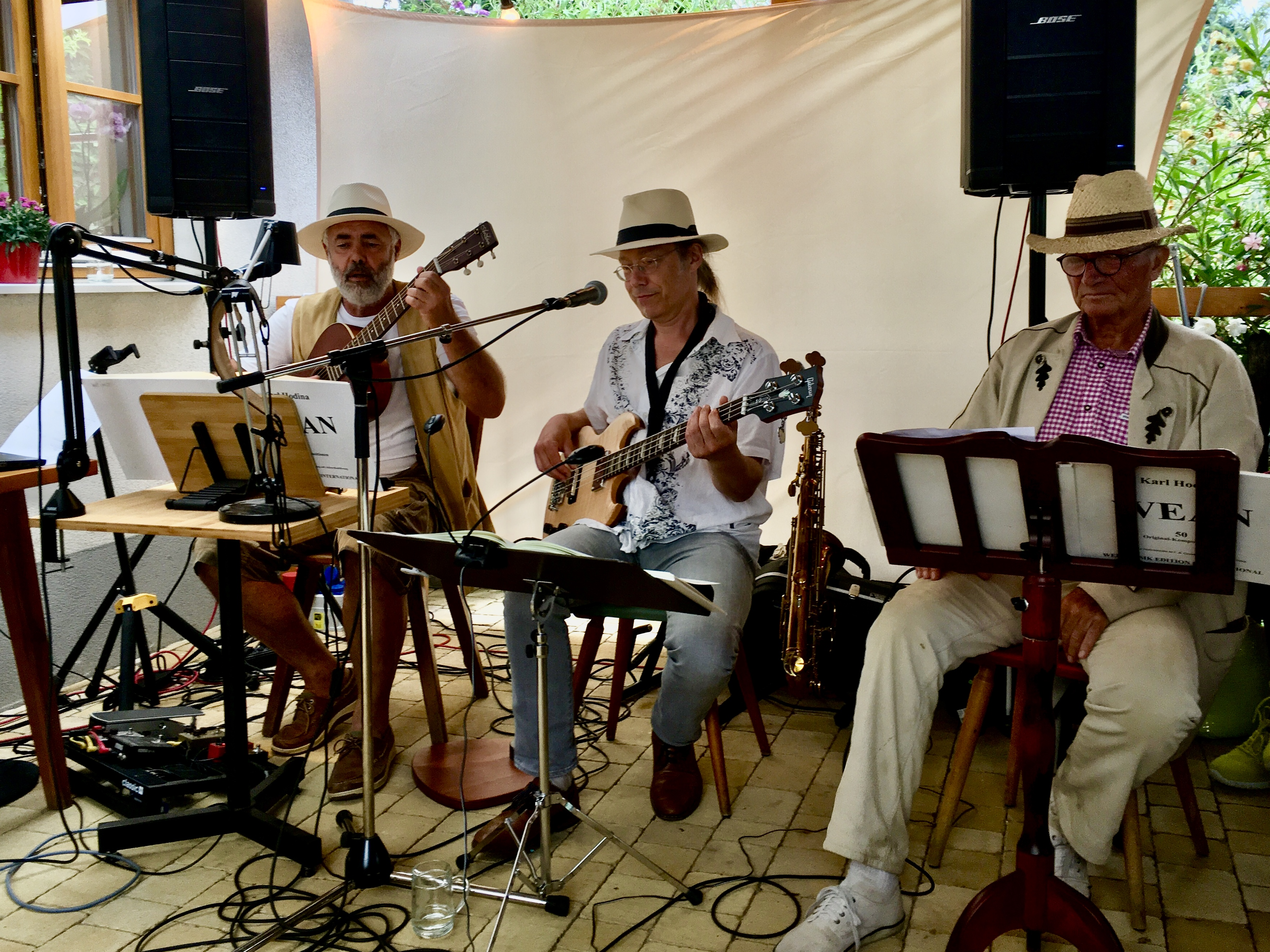
Gert Haussner mit Louie Austen und Heinz Ressl bei einer Hommage an Karl Hodina 2021

1991 gründete er mit Bernhard Slavicek, Mike Maloy, Itze Grünzweig und anderen die bis heute bestehende Boring Blues Band und war bis Mai 2024 dort hauptsächlich als Saxophonist und Sänger tätig. Als Multiinstrumentalist sprang er fallweise auch als Gitarrist, Bassist und Pianist ein.
Nebenbei war er in verschiedenen Bands tätig, wie „The Madcaps“, „Horak X“, „New Kids on the Drums“, „Opi & the Röhrljeans“, "Percy and the parasoul", „Wiener Vodoo“ und begann mit verschiedenen Künstlern Projekte.
Im Zuge seiner Konzerte ist er auch in Italien, Frankreich, Ukraine, Tschechien, Spanien, Deutschland, Mexiko, Ungarn, Griechenland, Estland, Lettland etc. aufgetreten.
Seit 2021 finden mit dem international bekannten Sänger und Musiker Louie Austen und Heinz Ressl regelmäßig Wienerlied-Abende als Hommage an Karl Hodina im Raum Klosterneuburg und Wien statt, wo bis zu 27 Kompositionen aus dem Liederbuch "Wean" vorgetragen werden. Haussner spielt dabei neben Bass auch Melodica und Saxophon. Seit 2024 wird das Trio durch den Mundharmonika-Spieler Andy Harp ergänzt, sodass die Band in "Louie Austen & das Vorstadt-Trio" umbenannt wurde.
2024 und 2025 gab Haussner mit großem Erfolg eine musikalische Hommage mit Gitarre und Gesang an Paul Simon im Klosterneuburger Wilheringerhof, den er seit seinen musikalischen Anfangszeiten sehr verehrt. Mit Itze Grünzweig und Heinz Ressl fand 2024 im Rahmen der "Itze-Kalenda"-Präsentation eine Hommage an Bob Dylan statt.
Darüber hinaus gibt Haussner regelmäßig Solo-Konzerte und spielt auch mit seiner aktuellen Band "GPS" als Gitarrist und Sänger.

### KammerChorusKlosterneuburg

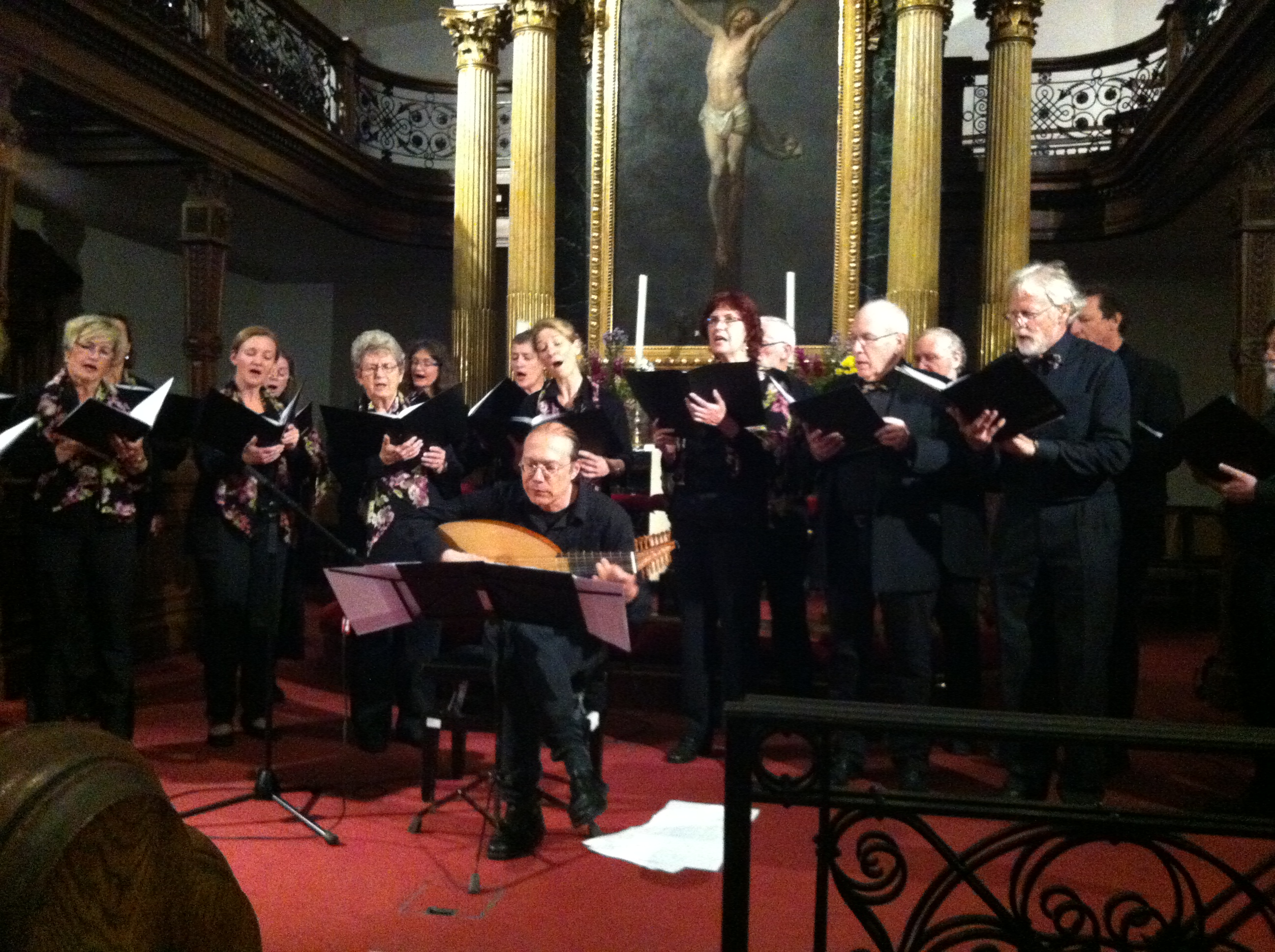
Gert Haussner bei einem Benefizkonzert mit Laute und dem KammerChorus Klosterneuburg in der Lutherischen Kirche in der Wiener Innenstadt 2017

1989 wurde er zum Chorleiter des Kammerchor Klosterneuburg gewählt und führte diesen 2001 zu einer Silber-Medaille des Prager Chor-Wettbewerbes und CD-Aufnahmen. 2006 fusionierte der Kammerchor mit dem „Ensemble Chorus“ und wurde in „KammerChorus“ umbenannt. Dieses neue Ensemble unter seiner Leitung absolviert zahlreiche Auftritte, auch für gemeinnützige Zwecke.

### „Denzbuch“ – Ausseer Tabulatur
2003 ließ sich Haussner aus der österreichischen Nationalbibliothek die Handschrift der anonymen barocken Tabulatur (S.M. 09659) ausheben, einige fehlende Teile komplettierte er und 2004 spielte er diese 92 Stücke als weltweite Erstaufnahme selbst auf Laute auf 3 CDs ein, erschienen als s´Ghertso Records, EX-ED 012.

## Sonstige Aktivitäten

### Musiklehrer
Darüber hinaus ist er auch als Lehrer für Zupfinstrumente (Gitarre, Bass, Laute, Mandoline, Banjo) und Bandarrangements tätig und hat in dieser Funktion etliche aufstrebende Talente gefördert.

### Präsident Fliegergruppe Wien im Österreichischen Aeroclub

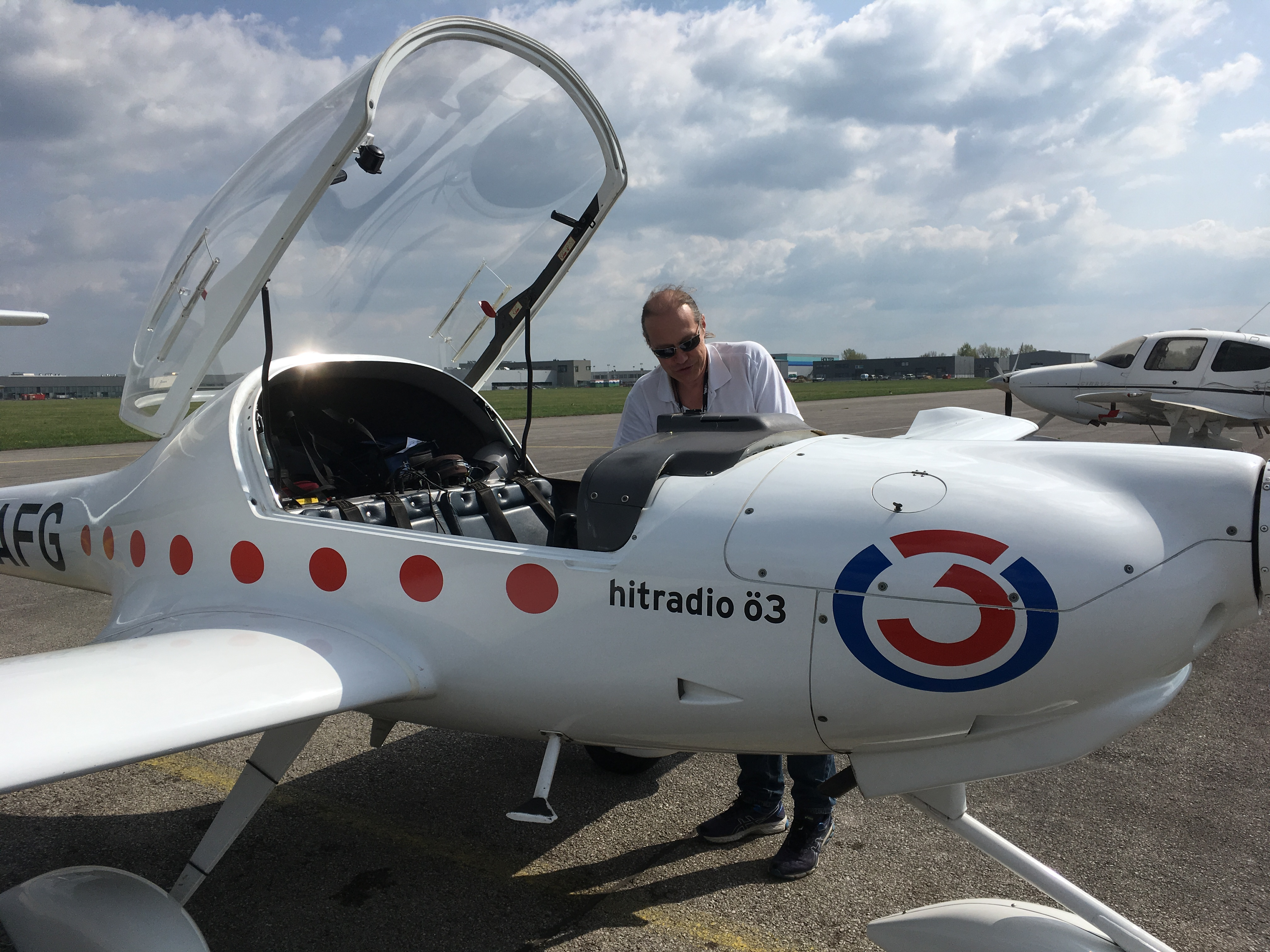
Gert Haussner beim Check der Diamond Katana DV-20 im April 2018

2006 machte er den Privatpilotenschein, 4 Jahre danach die Kunstflugberechtigung und 2015 den CRI (Class Rating Instructor) inklusive Lehrberechtigung für Kunstflug. Haussner ist seit 2012 gewählter Präsident der 1952 gegründeten Fliegergruppe Wien im Österreichischen Aeroclub sowie Mitglied im Austrian Aviation Museum.
Im September 2021 wurde er österreichischer Bundesmeister im Kunstflug am Spitzerberg in der Kategorie "Sportsmen".

## Komposition (Auswahl)

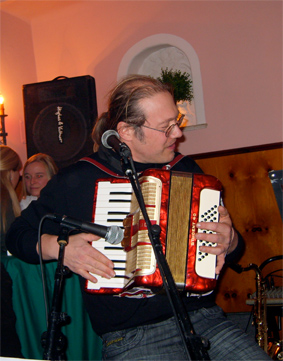
Gert Haussner mit der „Quetschn“ 2008 mit der N’awlinz Jazz Band in Klosterneuburg

### Gitarre
- Geographics II, op. 32
- 3 kleine Stücke, op. 1
- Fantasia, op. 10
- Kurz und Keck, op. 14
- Geographics I, op. 15
- Etüde op. 18
- Bier, du bist mein Bier, op. 24
- El Toro enamorado
- Graseriana, op 38

### Saxophon
- Blue Balloon
- Saxofive
- Elegie, op. 19
- Vier Tiere für Alt-Sax, op. 16

### Chor/Gesang
- Die Strahlenfuge, op. 2
- Mörder Meerschaum, op. 34
- Wen stört es? op. 30
- Sein oder nicht sein, op. 25
- Die Feuerwerksmusik (G.F:Händel, arrangiert für 8-st. Chor a cappella)
- Hole in my Pocket, op. 31
- Apokalyptische Gesänge, op. 12
- Bier, du bist mein Bier, op. 24

### Streicher/Konzerte
- Konzert für Mandoline und Streicher, op. 35

### Kammeroper
- „Das gefundene Parteibuch der Katharina B.“, op. 28 (Text A. Lukacs)

## Diskografie (Auswahl)

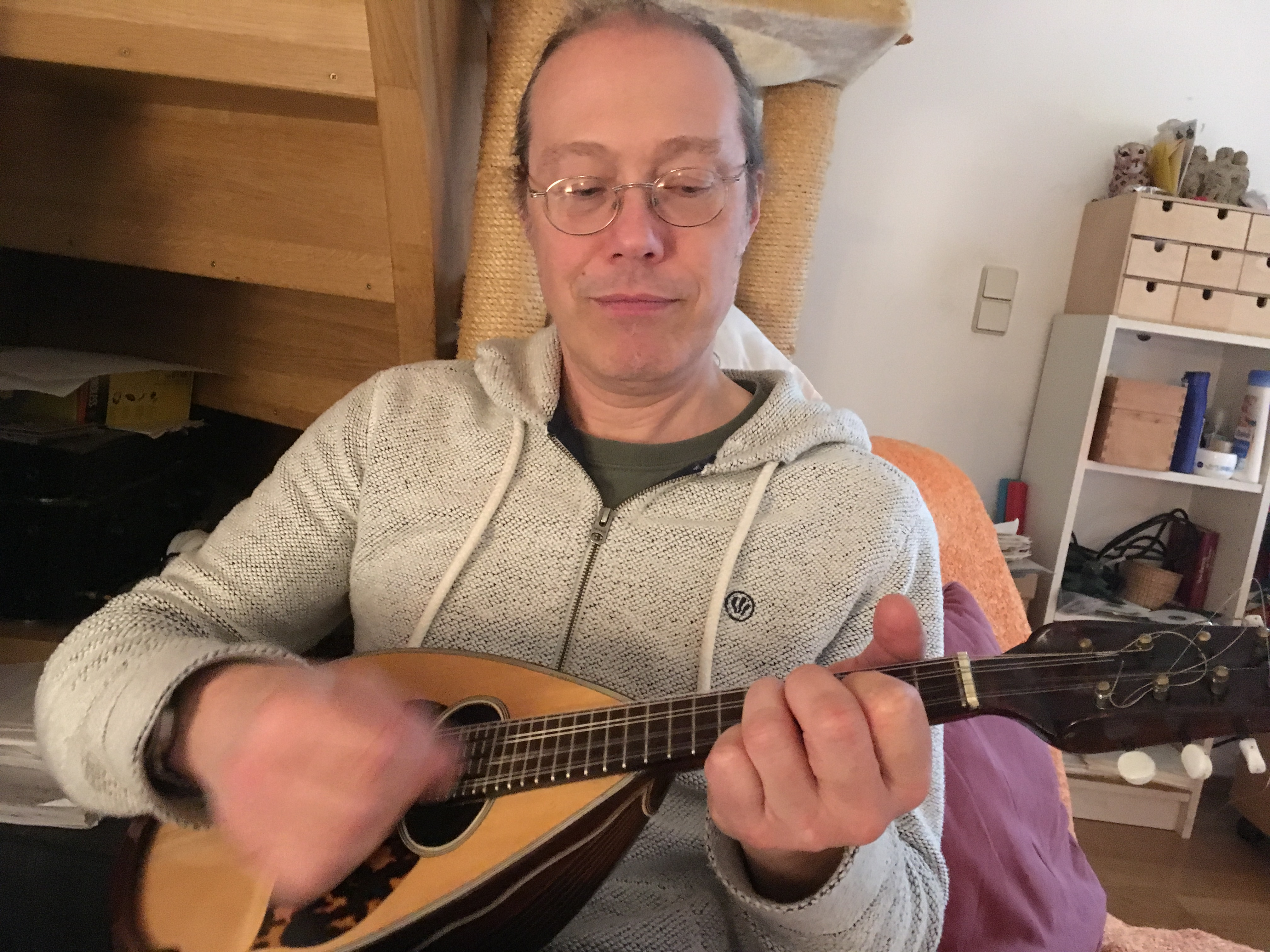
Gert Haussner mit einer neapolitanischen Bartolotti-Mandoline, BJ. 1961 in Wien 2018

- 1981 „Kammerchor Klosterneuburg“ – Ich bin Din (voc)
- 1987 „Vis-à-Vis“ – Vis-à-Vis (voc, git, sax, keys, flute)
- 1987 „Madcaps“ – Nachtfalter (git, bass, sax, vocals, keys)
- 1989 „Opi & die Röhrljeans“ – Amazing Grace (sax, voc) |sold out|
- 1993 „New Kits on the Drums“ – Pass the Dutchie (prod) CD-Single
- 1994 „Boring Blues Band“ – Live (git, sax, voc)
- 1994 „Theodore Louis Gouvy“ – Requiem (Philharmonie de Lorraine, S. Greenawald, E. Maurus, G. Garino, M. Hemm, J. Houtmann) (voc)
- 1996 „Kammerchor Klosterneuburg“ – Volkslieder aus aller Welt (dir, prod)
- 1996 „Sigi Maron“ – Raps und Rüpsen (sax)
- 1997 „Boring Blues Band“ – Rhythm in my feet (git, sax, voc)
- 2000 „Hepp/Haussner“ – Thanks & keep the change (voc, git, sax, harp)
- 2000 „Beckermeister“ – A steila Tag (sax)
- 2001 „Ashantee Foundation“ – Rocksack (prod)
- 2002 „Boring Blues Band“ – Back in Sweet Home Gamlitz (sax, voc)
- 2002 Mauro Giuliani, La Tersicore del Nord, op. 147 (classical git)
- 2003 „U 3/4 GmbH“ – Legofrau´n & Zickentanz (prod)
- 2003 „Karl Horak“ - Horak’n’Roll (background voc)
- 2004 Die Ausseer Tabulatur „Denzbuch“ (lute, producer)
- 2005 Isabel Ettenauer – Works for toy piano (mandoline)
- 2013 Wiener Voodoo – Voodoo? (sax)